# Pitiegua
Pitiegua – gmina w Hiszpanii, w prowincji Salamanka, w Kastylii i León, o powierzchni 19,75 km². W 2011 roku gmina liczyła 211 mieszkańców.